# Gatica
Gatica (em castelhano) ou Gatika (em basco) é um município da Espanha na província da Biscaia, comunidade autónoma do País Basco. Faz parte da comarca de Uribe e tem 17,4 km² de área.[carece de fontes?] Em 2021 tinha 1 674 habitantes (densidade: 96,2 hab./km²).